# Paillet
Paillet é uma comuna francesa na região administrativa da Nova Aquitânia, no departamento da Gironda. Estende-se por uma área de 2,48 km². Em 2010 a comuna tinha 1 233 habitantes (densidade: 497,2 hab./km²).